# Le Saint de Manhattan
Pour plus de détails, voir Fiche technique et Distribution.
Le Saint de Manhattan (The Saint of Fort Washington) est un film dramatique américain de 1993 réalisé par Tim Hunter et mettant en scène Matt Dillon et Danny Glover. Matt Dillon a remporté le prix du meilleur acteur en 1993 au Stockholm Film Festival pour sa performance.

## Synopsis
Matthew est un jeune homme sensible atteint de schizophrénie. Il termine à la rue, n'ayant nulle part où vivre. Victime d'intimidation par les punks, Matthew s'adresse à un sans-abri vétéran de l'armée, Jerry, pour obtenir des informations sur la manière dont il peut s'en sortir. Ils finissent par devenir amis, changeant tous deux la vie de l'autre à jamais.

## Fiche technique
- Titre : Le Saint de Manhattan
- Réalisation : Tim Hunter
- Musique : James Newton Howard
- Acteurs principaux :
  - Danny Glover
  - Matt Dillon
- Pays :  États-Unis
- Sociétés de production : Warner Bros et 20th Century Fox
- Durée : 99 minutes
- Date de sortie : 17 novembre 1993

## Distribution
- Danny Glover (VF : Richard Darbois) : Jerry / Narrateur
- Matt Dillon (VF : Éric Herson-Macarel) : Matthew
- Rick Aviles : Rosario
- Nina Siemaszko : Tamsen
- Ving Rhames (VF : Med Hondo) : Little Leroy